# Loeseliastrum matthewsii
Loeseliastrum matthewsii là một loài thực vật có hoa trong họ Polemoniaceae. Loài này được (A. Gray) Timbrook mô tả khoa học đầu tiên năm 1986.

## Hình ảnh

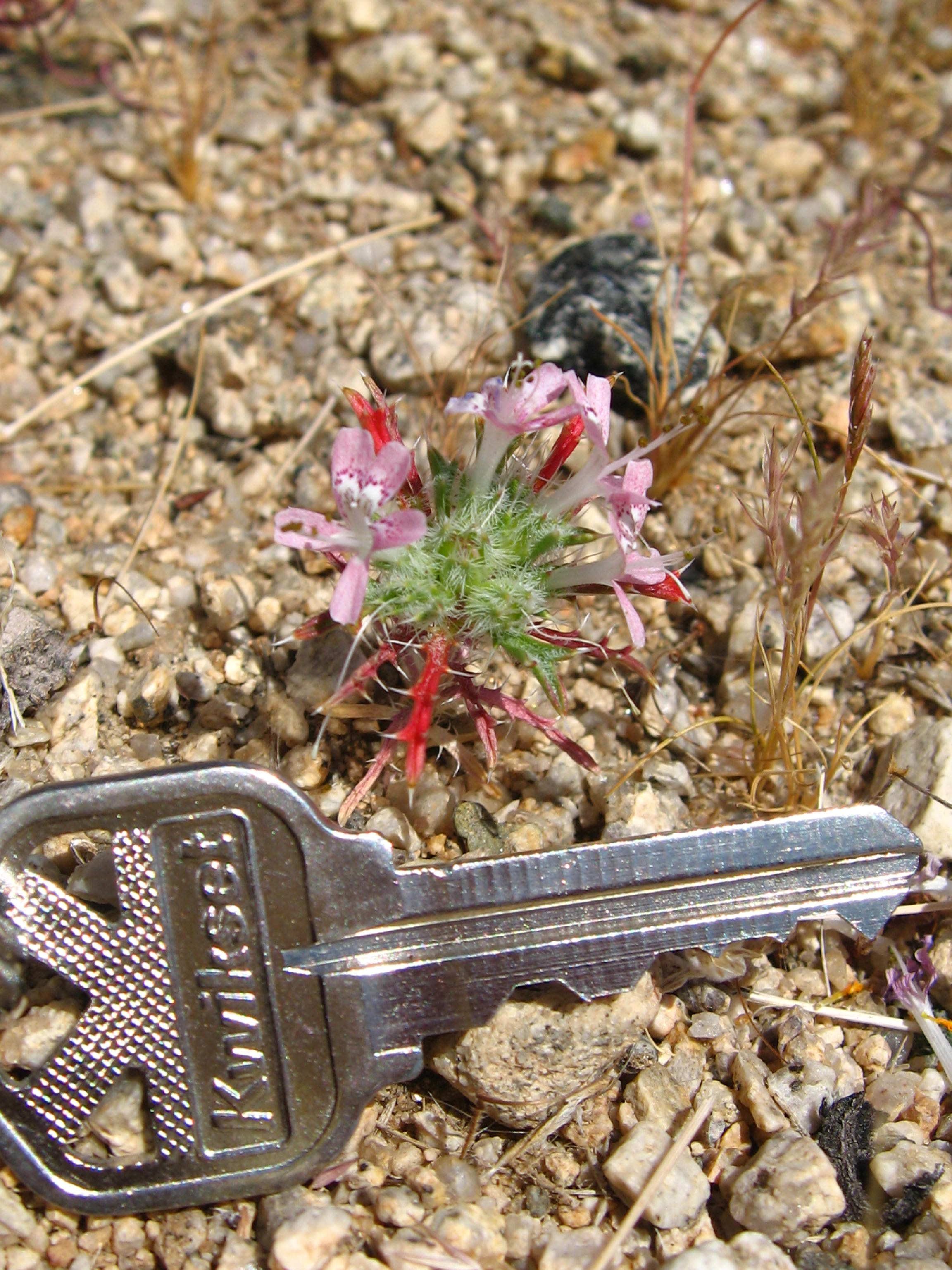
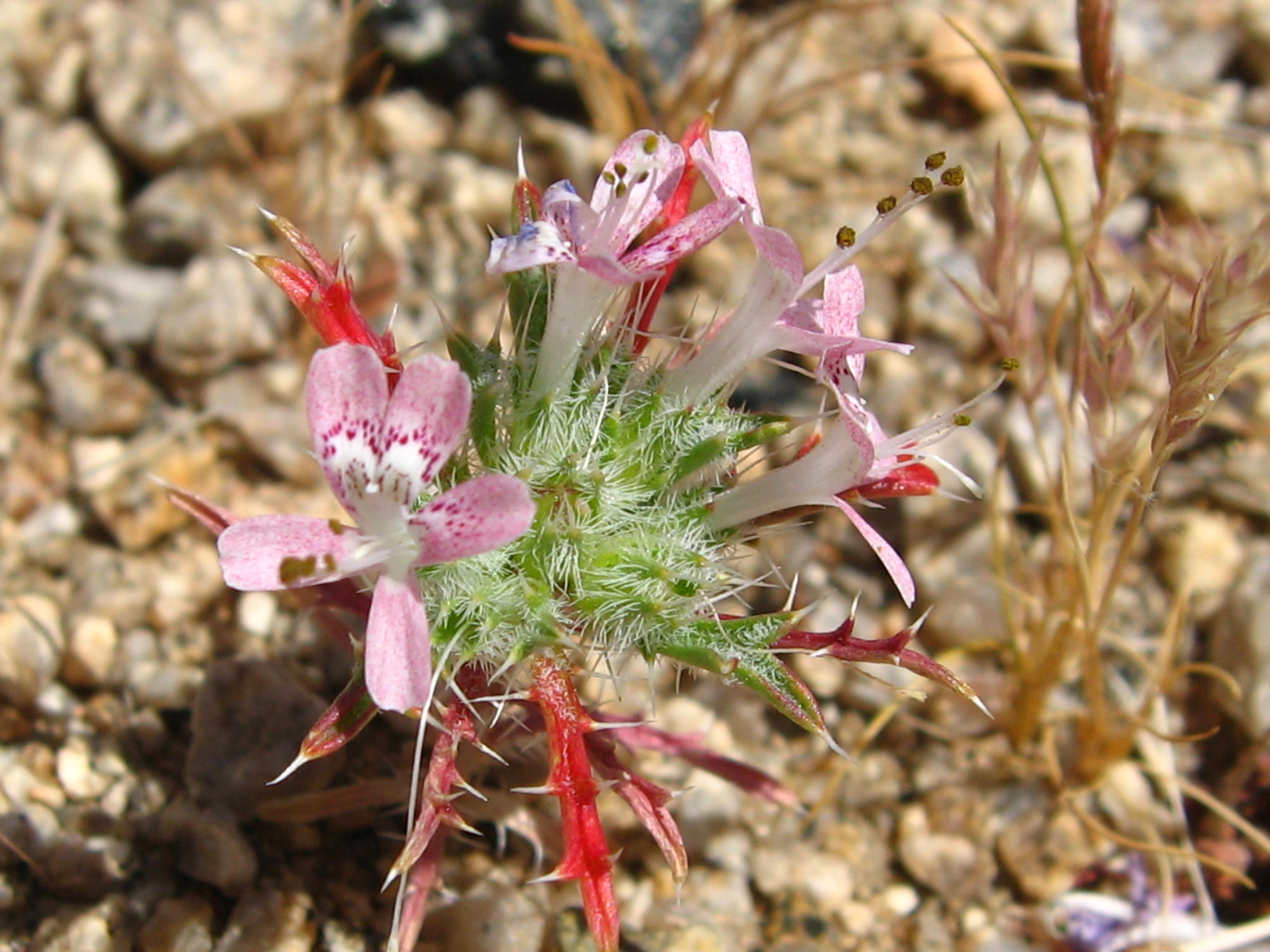